# Kowańcz
Kowańcz (niem. Kowanz) – wieś sołecka w Polsce położona w województwie zachodniopomorskim, w powiecie białogardzkim, w gminie Karlino. W latach 1975–1998 wieś należała do województwa koszalińskiego. W roku 2007 wieś liczyła 185 mieszkańców. 

## Geografia
Wieś leży ok. 3 km na zachód od Karlina, między Karlinem a miejscowością Pobłocie Wielkie, położona wśród pól, na terenie Równiny Białogardzkiej.

## Zabytki
- budynek mieszkalny, neogotycki, murowany z końca XIX wieku o nr 13, attyka ze sterczynami.
- budynki mieszkalne, murowane z końca XIX wieku o nr 15 i 41.
- budynek mieszkalny, neoklasycystyczny, murowany z 2 poł. XIX wieku o nr 19[4].

## Kultura i sport
- We wsi znajduje się świetlica wiejska.
- 20 czerwca 2020 roku w Kowańczu zostało otwarte boisko wielofunkcyjne[5].

## Komunikacja
Do wsi nie dociera komunikacja autobusowa.